# Adrien Gasmi
Pour les articles homonymes, voir Gasmi.
Adrien Gasmi, né le 25 mars 1986 à Villeparisis, est un joueur international français de futsal.
Gasmi débute par le football qu'il pratique dans les clubs d'Aulnay-sous-Bois où il habite, ainsi que dans la rue. Il y développe une technique de balle supérieure à la moyenne. Recruté pour créer le club de futsal d'Aulnay en 2007, Adrien est rapidement repéré par des clubs du Championnat de France de la discipline. En 2009, il intègre pour deux ans le Vision Nova Arcueil puis une saison au Paris Métropole Futsal, où il se fait repérer et devient international français. En 2012, il rejoint le Kremlin-Bicêtre United avec qui il remporte son premier titre, la Coupe de France 2013-2014. Après deux ans au Sporting Paris puis un au Montpellier Méditerranée, il revient au KB en 2017. Dès la saison de son retour, lui et son équipe réalisent le doublé coupe-championnat.
Au niveau international, Adrien Gasmi intègre l'équipe de France de futsal en 2011. Il fait partie de la première sélection française à participer à un tournoi international, le Championnat d'Europe 2018.

## Biographie

### En club
Adrien Gasmi naît à Villeparisis. Il grandit dans la cité des 3000 à Aulnay-sous-Bois, au côté de l'international français Moussa Sissoko, et est élevé par sa mère. Après avoir arrêté l'école en troisième, il multiplie les petits emplois. Fan du Paris Saint-Germain, il en devient un ultra abonné en tribune Auteuil à partir de 2011. Il commence le football à l'Espérance aulnaysienne puis au CSL Aulnay.
Footballeur de rue, Adrien découvre le futsal en 2007 en se rendant à une détection pour la création d'un club dans sa ville d'Aulnay. L'équipe se qualifie deux fois pour la finale de la Coupe de Paris et Gasmi est repéré par un club du championnat de France.
En 2009, il rejoint le club de Vision Nova Arcueil où il découvre le plus haut niveau national durant deux saisons.
En 2011, Adrien rejoint le Paris Métropole Futsal et enchaîne les buts. Ses performances lui valent d'être sélectionné en équipe de France,. La saison 2011-2012 est cruelle pour Gasmi et son équipe. Le Paris MF arrive premier de sa poule de championnat, devançant d'un point le FC Erdre-Atlantique. En finale, au Palacium de Villeneuve-d'Ascq, le PMF échoue face au Sporting Paris (5-4). En Coupe nationale, la même affiche penche encore pour le Sporting  (6-4). Adrien dispute et perd cette année-là ses deux premières finales de haut niveau.
Pour la saison 2012-2013, Gasmi signe dans un autre club val de marnais, le Kremlin-Bicêtre United. Alors que le KBU est en passe de se qualifier pour la finale du championnat, l'équipe est exclue de la compétition à cause de l'attitude de ses spectateurs. 
Pour l'exercice 2013-2014, le KBU obtient la troisième place de la nouvelle Division 1 et remporte sa première Coupe de France. Le premier titre de Gasmi. 
En 2014, Adrien s'engage au Sporting Club de Paris, champion en titre. Il dispute son premier match de Coupe de l'UEFA le 30 septembre 2014 et une victoire 6-3 contre Zelezarec. Intégrant directement le tour principal où ils remportent leur poule, les Parisiens deviennent le premier club français à accéder au Tour élite, mais ne parviennent pas à se qualifier pour la suite de la compétition. Sur le plan national, le Sporting survole le championnat avec une large première place. Mais les play-offs coûtent le titre au SCP et Gasmi, battu par son ancienne équipe du KBU (4-7) en demi-finale, futur champion. Le Sporting remporte cependant la Coupe de France, la seconde consécutive de Gasmi.
Pour la saison 2015-2016, le Sporting Paris termine à la seconde place de Division 1 derrière le champion en titre, le KB United. En phase finale, le SCP prend le meilleur sur Garges Djibson ASC en demi-finale (7-3), puis sur le KBU en finale (7-5 ap), mais est disqualifié a posteriori.
Convoité depuis plusieurs saisons, Gasmi quitte la région parisienne et rejoint le Montpellier Méditerranée Futsal, promu en D1 pour la saison 2016-2017. Premier après sept journées, l'équipe termine troisième et se qualifie pour la phase finale, où elle échoue dès les demi-finales contre le Kremlin.
Revenu au Kremlin-Bicêtre en 2017, Adrien et l'équipe remportent la Coupe de France puis le championnat pour réaliser le doublé. Début 2018, Gasmi vit du futsal avec environ 2 000 € par mois.

### En équipe de France
En 2011, Adrien rejoint le Paris Métropole Futsal et enchaîne les buts. Ses performances lui valent d'être sélectionné en équipe de France,.
En janvier 2016, Gasmi comptabilise 43 sélections et 24 buts en équipe de France.
Adrien Gasmi est titulaire pour toutes les rencontres de qualifications pour l'Euro 2018, à l'exception du barrage retour en Croatie après s'être blessé à l'entraînement avant la rencontre. Il marque notamment un triplé en Turquie lors du tour principal. Gasmi fait logiquement partie de l'équipe de France de futsal au championnat d'Europe 2018 mais débute les deux rencontres sur le banc au profit de Souheil Mouhoudine.

## Style de jeu
Adrien Gasmi se démarque par sa technique développée dans la rue quand il est enfant.

## Palmarès
- Championnat de France (1)
  - Champion : 2018 avec KB
  - Vice-champion : 2012 avec Paris Métropole

- Coupe de France (3)
  - Vainqueur : 2014 avec KB, 2015 avec le Sporting et 2018 avec KB
  - Finaliste : 2012 avec Paris Métropole, 2013 avec KB